# Duke of York Island, Antarktis
Duke of York Island är en ö i Antarktis. Den ligger i havet utanför Östantarktis. Nya Zeeland gör anspråk på området.